# Marietta Omarowna Tschudakowa

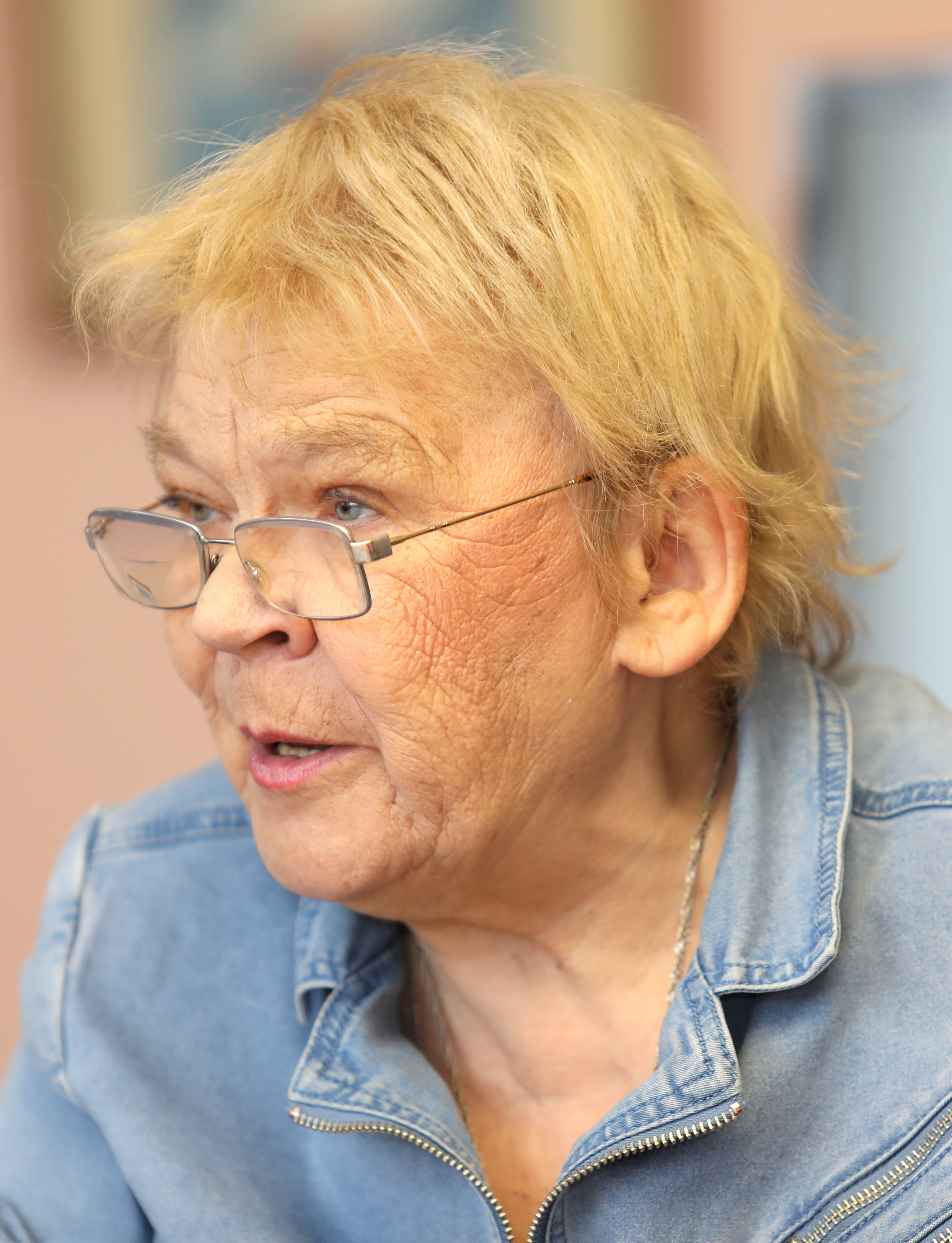
Marietta Omarowna Tschudakowa (2017)

Marietta Omarowna Tschudakowa, geboren Marietta Omarowna Chan-Magomedowa, (russisch Мариэтта Омаровна Чудакова, Geburtsname russisch Мариэтта Омаровна Хан-Магомедова; * 2. Januar 1937 in Moskau; † 21. November 2021 ebenda) war eine sowjetisch-russische Literaturwissenschaftlerin und Hochschullehrerin.

## Leben
Marietta Omarowna war das vierte Kind des tabassaranischen Ingenieurs Omar Kurbanowitsch Khan-Mahomedow (Absolvent der Timirjasew-Landwirtschaftsakademie Moskau). Ihre Mutter Klawdija Wassiljewna geborene Machowa aus dem Ujesd Susdal war Vorschullehrerin und schrieb ein Buch über die Erziehung ihrer Kinder.
Nach dem Schulbesuch studierte Marietta Omarowna an der philologischen Fakultät der Lomonossow-Universität Moskau mit Abschluss 1959. Sie veröffentlichte ab 1958. Sie heiratete den Literaturwissenschaftler Alexander Pawlowitsch Tschudakow.
1959–1961 unterrichtete Tschudakowa Russisch und Literatur an einer Moskauer Schule. Nach der anschließenden dreijährigen Aspirantur verteidigte sie 1964 ihre Dissertation über das Werk Effendi Kapijews für die Promotion zum Kandidaten der philologischen Wissenschaften.
1965–1984 arbeitete Tschudakowa in der Handschriftenabteilung der Staatlichen Leninbibliothek der UdSSR. 1969 erhielt sie den Preis des Moskauer Komsomol. 1970 wurde sie Mitglied des Schriftstellerverbands der UdSSR. 1980 verteidigte sie ihre Dissertation über die Wechselwirkung von gedrucktem Buch und Manuskript im Schaffensprozess bezüglich der Literatur 1920–1930 für die Promotion zum Doktor der philologischen Wissenschaften.
1985 begann Tschudakowa am Lehrstuhl für neueste russische Literatur des Maxim-Gorki-Literaturinstituts zu lehren. Ab 1988 war sie Gastprofessorin an Universitäten in den USA und in Europa. 1991 wurde sie Mitglied der Academia Europaea. Tschudakowas Forschungsschwerpunkt war die Geschichte der russischen Literatur in der Sowjetunion. Im Mittelpunkt standen die Werke Michail Afanassjewitsch Bulgakows, Jewgeni Iwanowitsch Samjatins, Michail Michailowitsch Soschtschenkos und Michail Jakowlewitsch Kosyrews. Sie wurde Vorsitzende der Allrussischen Bulgakow-Stiftung und verantwortliche Redakteurin der Tynjanow-Sammelbände.
Bereits während der Perestroika Michail Sergejewitsch Gorbatschows kritisierte Tschudakowa die sowjetische Ordnung. 1993 unterzeichnete sie den Aufruf von 36 Literaten zu vorgezogenen Wahlen für den Obersten Sowjet Russlands. Im September 1993 lud Jelzin die Gruppe zu einem Gespräch in seine Datsche ein. Nach der Auflösung des Obersten Sowjets unterschrieb Tschudakowa im Oktober 1993 den Offenen Brief der 42, in dem von Jelzin die Auflösung aller Parteien und Gruppierungen gefordert wurde, die sich gegen die legitime russische Regierung stellten. 1994–2000 arbeitete sie im Präsidentenrat mit und war Mitglied der Begnadigungskommission.
Bei der Staatsduma-Wahl 2007 gehörte Tschudakowa zu den Kandidaten der Union der rechten Kräfte, die allerdings mit nur 1 % der Wählerstimmen unter der 5%-Hürde blieb. Im April 2010 unterschrieb sie den Aufruf der russischen Opposition „Putin muss gehen“. Sie unterschrieb alle russischen offenen Briefe zur Unterstützung der Ukraine, insbesondere den offenen Brief der KonoSojus im März 2014.
Marietta Tschudakowa erkrankte am 3. November 2021 an SARS-CoV-2, wurde am 9. November in ein Krankenhaus im Moskauer Stadtteil Kommunarka eingeliefert, wo sie am 21. November 2021 verstarb.
Der Pionier der sowjetischen Architektur Selim Omarowitsch Chan-Magomedow war ein Bruder Tschudakowas.